# De Gosto de Água e de Amigos
De Gosto de Água e de Amigos é o sétimo álbum do cantor brasileiro Zé Ramalho, lançado em 1985. Golden Boys, banda brasileira da Jovem Guarda, fez várias participações no álbum, que foi produzido por Renato Corrêa, membro do grupo.

## Faixas
| N.º | Título                                           | Música                      | Duração |  |
| 1.  | "De gosto de água e de amigos" (com Golden Boys) | Zé Ramalho, Lula Côrtes     | 3:41    |  |
| 2.  | "Desejo de mouro"                                | Zé Ramalho                  | 3:00    |  |
| 3.  | "Mestiça"                                        | Zé Ramalho                  | 4:45    |  |
| 4.  | "Sensações brancas"                              | Zé Ramalho                  | 3:46    |  |
| 5.  | "Absurdo blues"                                  | Zé Ramalho, Alceu Valença   | 3:13    |  |
| 6.  | "Forrobodó" (com Golden Boys)                    | Chico Pio, Alano de Freitas | 3:50    |  |
| 7.  | "Martelo dos 30 anos" (com Golden Boys)          | Zé Ramalho, Flavíola        | 4:51    |  |
| 8.  | "Chuva pesada"                                   | Zé Ramalho                  | 3:59    |  |
| 9.  | "Um corpo que sai" (com Golden Boys)             | Zé Ramalho, Teca Calazans   | 3:17    |  |
| 10. | "Paralelas" (com Tavito)                         | Belchior                    | 4:38    |  |
| 11. | "Mistérios da Meia-Noite"                        | Zé Ramalho                  | 3:19    |  |
| 12. | "Oh! Pecador"                                    | Zé Ramalho                  | 2:37    |  |

## Músicos
- Zé Ramalho - vocais, violão
- Tavito - Violão, vocalise e arranjos na faixa track 10
- Jota Moraes - Teclado, arranjos, regência nas faixas 1, 2, 3, 5, 7, 8
- Zé Américo - Teclado, arranjos, regência nas faixas 4, 6, 9
- Eduardo Souto Neto - Teclado
- Jaime Alem - Guitarra nas faixas 1, 2, 3, 5, 7, 8 violão de náilon, violão, arranjos e regência na faixa 7
- Zepa - Guitarra nas faixas 4, 6, 9
- Fernando de Souza - Baixo nas faixas 1, 2, 3, 5, 7, 8
- Sant'ana - Baixo nas faixas 4, 6, 9
- Rui Motta - Bateria nas faixas 1, 2, 3, 5, 7, 8
- Helbert Bedaque - Bateria na faixa 4, 6, 9
- Sidnei Moreira - Percussão nas faixas 4, 8, 9
- Marcos Amma - Percussão na faixa 4, 8, 9
- João Firmino - Percussão na faixa 5
- Zé Gomes - Zabumba na faixa 4
- Niltinho - Trompete na faixa 4
- Bidinho - Trompete na faixa 4
- Roberto Marques - Trombone na faixa 4
- Pareschi - Spala na faixa 7
- Walter Hack - Violino na faixa 7
- Carlos Hack - Violino na faixa 7
- Paschoal Perrota - Violino na faixa 7
- Faini - Violino na faixa 7
- Aizik - Violino na faixa 7
- Michael Bessler - Violino na faixa 7
- Alves - Violino na faixa 7
- Stephany - Viola
- Penteado - Viola
- Jaques Morelembaum - Violoncelo
- Alceu - Violoncelo
- Alceu - Acordeão nas faixas 8, 9
- Zé Gomes - Ritmo
- Zé Leal - Ritmo
- João GomesJoão Gomes - Ritmo
- Ana Lúcia - Vocais nas faixas 1, 2, 3, 5, 10
- Regina - Vocais nas faixas 1, 2, 3, 5, 7, 9
- Renata Moraes - Vocais nas faixas 1, 2, 3, 5, 7, 9
- Jurema - Vocais nas faixas 1, 2, 3, 5, 7, 9
- Nair de Cândia - Vocais nas faixas 1, 2, 3, 5, 7, 9
- Simiana - Vocais na faixa 10
- Marize - Vocais na faixa 10
- Fernando Adour - Vocais na faixa 10